# Rua Reverendo Mariano Rodrigues de Castro
A Rua Rev. Mariano R. de Castro, localizada na capital paranaense, é uma homenagem ao pastor Mariano Rodrigues de Castro.
A rua integra o Conjunto Residencial Mercúrio, construído em meados da década de 1970, no extremo leste da capital paranaense e pertencente ao bairro Cajuru. O conjunto foi projetado e construído pela Cohalar (Cooperativa Habitacional de Integração dos Assalariados de Curitiba) e financiado pelo antigo BNH (Banco Nacional de Habitação).
A 'rua possui uma extensão de 363 metros e inicia-se logo a frente da capela N. Sª de Sion, terminando na via férrea. A via é entrecortada pela Rua Deputado Acyr José e seus imóveis são residenciais, salvo pequenos comércios ou empresas familiares.

## História
A ”Rev. Mariano R. de Castro” é a primeira e única denominação desta rua desde sua inauguração em meados da década de 1970. Através da iniciativa do vereador Ezequias Losso a lei ordinária n° 5055/1975 foi assinada em 14 de abril de 1975 pelo então prefeito Saul Raiz.

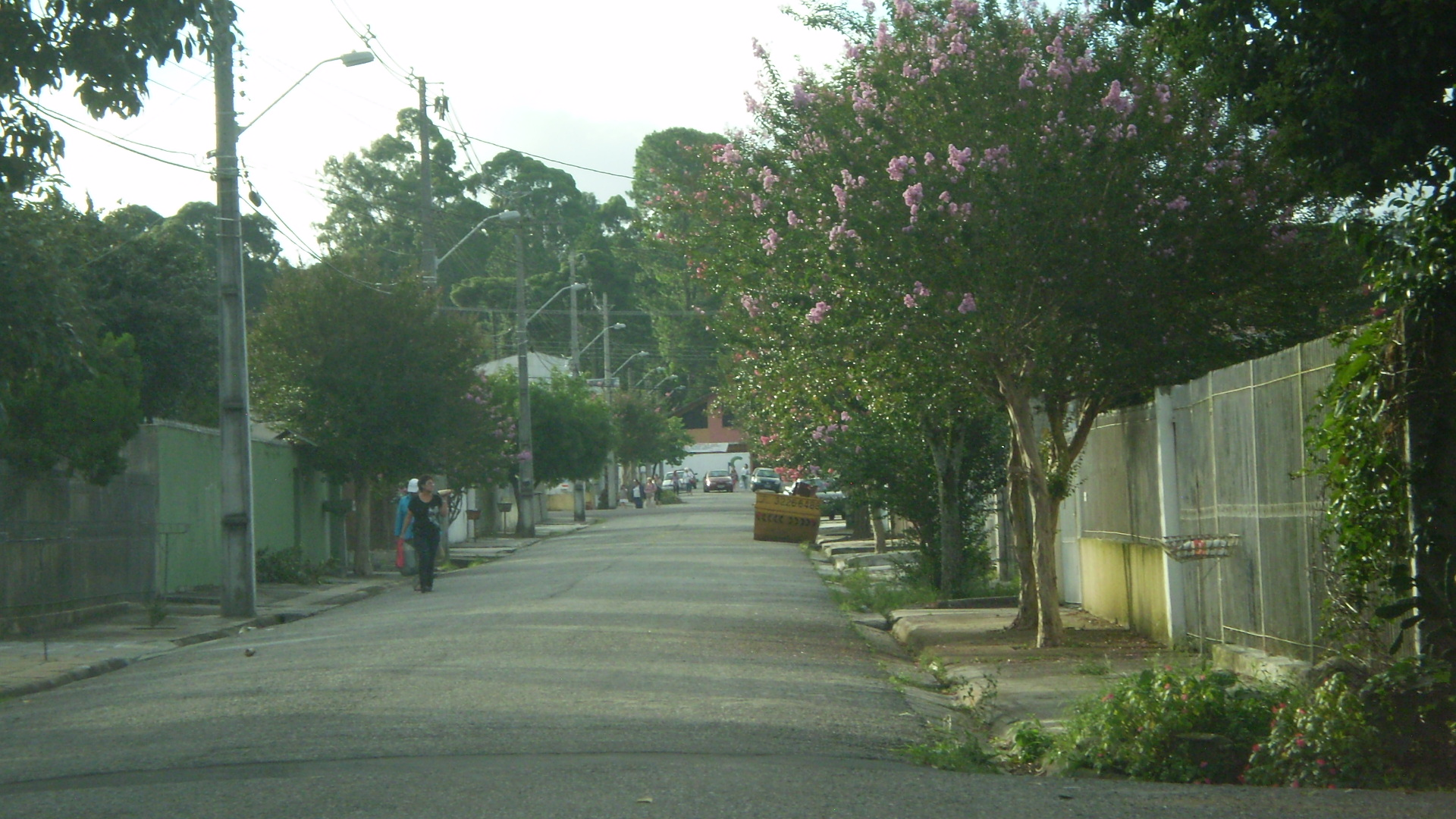
Rua Rev. Mariano R. de Castro no Conjunto Residencial Mercúrio – rua tipicamente residencial

## Ligação externa
- Rua Rev. Mariano R. de Castro no WikiMapia
- SPL - Sistema de Proposições Legislativas da Câmara Municipal de Curitiba – Lei Ordinária n°5055/1975[ligação inativa]
- Documento que corrobora o Conjunto Residencial Mercúrio e as empresas envolvidas em sua fundação
- Documento que corrobora o Conjunto Residencial Mercúrio e as empresas envolvidas em sua fundação